# Distretto di Katete
Il distretto di Katete è un distretto dello Zambia, parte della Provincia Orientale.
Il distretto comprende 28 ward:
- Chavuka
- Chimtende
- Chimwa
- Chindwale
- Chitawe
- Chiwuyu
- Dole
- Kadula
- Kafumbwe
- Kamwaza
- Kapangulula
- Kapoche
- Kasangazi
- Katiula
- Kazala
- Luandazi
- Lukweta
- Matunga
- Milanzi
- Mkaika
- Mng'omba
- Mnyamanzi
- Mphangwe
- Mwandafisi
- Nchingilizya
- Nyamasonkho
- Sinda
- Vulamkoko